# گذرنامه کویتی

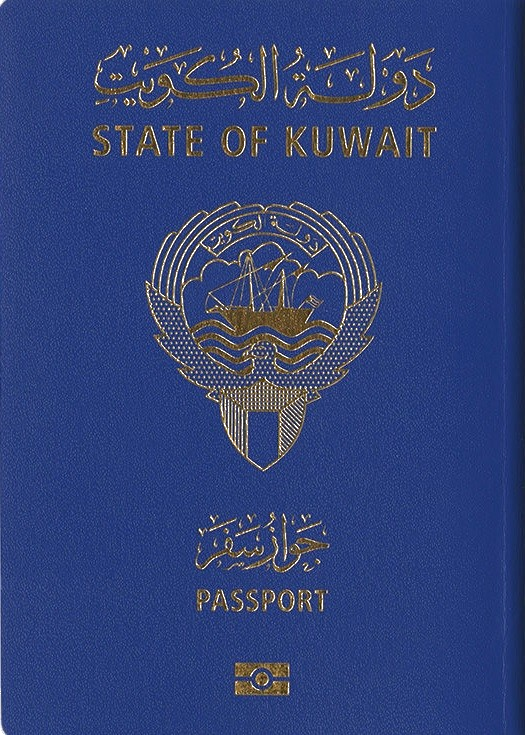
نمایی از یک‌نسخه گذرنامهٔ کویتی در سال ۲۰۱۷

گذرنامهٔ کویتی یک مدرک سفر بین‌المللی است که توسط کشور کویت صادر می‌شود و بنا بر داده‌های سال ۲۰۲۳، دارندگان آن می‌توانستند به ۱۰۰ کشور دیگر بدون دریافت ویزا سفر کنند یا ویزا را در بدو ورود دریافت نمایند. این گذرنامه بر اساس رتبه‌بندی شاخص گذرنامهٔ هنلی در سال ۲۰۲۳ در رتبهٔ ۵۷ قرار داشت.